# Карпати (газета)
«Карпа́ти» — українська футбольна газета. Тижневик, виходить у Львові, заснований восени 1990 року.

Виходить щовівторка. Висвітлює діяльність футбольного клубу «Карпати» (Львів), а також інформує про футбольні події в Україні та світі.
Газета заснована восени 1990 року. Перший редактор — Юрій Михалюк. Стало одним із перших видань на території УРСР, на першій шпальті якого було зображено тризуб. Ще в 1990 році тижневик висловлювався за проведення незалежного чемпіонату України з футболу.
Головний редактор — Ростислав Ящишин.
Наклад: 40 000 примірників. Розповсюджується у Волинській, Закарпатській, Івано-Франківській, Тернопільській, Львівській, Рівненській, Хмельницькій та Чернівецькій областях.